# Шимонешть
Шимонешть, Шимонешті (рум. Șimonești) — село у повіті Харгіта в Румунії. Адміністративний центр комуни Шимонешть.
Село розташоване на відстані 224 км на північ від Бухареста, 53 км на захід від М'єркуря-Чука, 125 км на схід від Клуж-Напоки, 85 км на північний захід від Брашова.

## Населення
За даними перепису населення 2002 року у селі проживали 1048 осіб.
Національний склад населення села:
| Національність | Кількість осіб | Відсоток |
| -------------- | -------------- | -------- |
| угорці         | 1033           | 98,6%    |
| румуни         | 15             | 1,4%     |

Рідною мовою назвали:
| Мова      | Кількість осіб | Відсоток |
| --------- | -------------- | -------- |
| угорська  | 1033           | 98,6%    |
| румунська | 15             | 1,4%     |